# 已實現終末論
已實現終末論（又稱為實現終末論，實現式終末論，英語： Realized eschatology），是基督教終末論的理論之一。認為新約中關於末世的段落並不是指未來，而是耶穌的事工與他所留下的遺產。理論的代表人物為陶德（C.H.Dodd，1884～1973）。因此，終末論不是世界的終結，是耶穌設立的重生，由他的門徒們繼續下去，是一個歷史的（而不是超歷史的）現象。持此觀點者通常反對“時間終結”理論，認為它們彼此是不相干的。他們會認為耶穌的一言一行，以及他要門徒們照著行的勸勉，比任何對彌賽亞的期待意義更大。
這個觀點吸引相當多人，特別是自由派基督徒，從而顛覆認為耶穌再臨為世界末日的概念。相反，認為終末論應該是相接合在生成變化的過程，不是等待外來未知力量帶來破壞。